# تيهواكانا (تكساس)
تيهواكانا (بالإنجليزية: Tehuacana town, Texas)‏ هي بلدة تقع بولاية تكساس في الولايات المتحدة. تبلغ مساحتها 4.11 كم2، وترتفع عن سطح البحر 195 م، بلغ عدد سكانها 283 نسمة في عام 2010 حسب إحصاء مكتب تعداد الولايات المتحدة وتصل الكثافة السكانية فيها 68.9 نسمة لكل كيلومتر مربع (178.5/ميل2).

## التركيبة السكانية
حدّد مكتب تعداد الولايات المتحدة بيانات التركيبة السكانية لتيهواكانا في تعداد الولايات المتحدة. في ما يلي، التركيبة السكانية حسب تعدادي 2000 و2010.

### تعداد عام 2000
بلغ عدد سكان تيهواكانا 307 نسمة بحسب تعداد عام 2000، وبلغ عدد الأسر 132 أسرة وعدد العائلات 87 عائلة مقيمة في البلدة. في حين سجلت الكثافة السكانية 74.7 نسمة لكل كيلومتر مربع (193.5/ميل2). وبلغ عدد الوحدات السكنية 147 وحدة بمتوسط كثافة قدره 35.8 لكل كيلومتر مربع (92.7/ميل2).
وتوزع التركيب العرقي للبلدة بنسبة 89.25% من البيض و7.49% من الأمريكيين الأفارقة و2.93% من الأعراق الأخرى و0.33% من عرقين مختلطين أو أكثر و2.93% من الهسبانيون أو اللاتينيون من أي عرق.
بلغ عدد الأسر 132 أسرة كانت نسبة 34.1% منها لديها أطفال تحت سن الثامنة عشر تعيش معهم، وبلغت نسبة الأزواج القاطنين مع بعضهم البعض 54.5% من أصل المجموع الكلي للأسر، ونسبة 8.3% من الأسر كان لديها معيلات من الإناث دون وجود شريك، بينما كانت نسبة 3% من الأسر لديها معيلون من الذكور دون وجود شريكة وكانت نسبة 34.1% من غير العائلات. تألفت نسبة 33.3% من أصل جميع الأسر من عدة أفراد يعيشون في نفس المنزل ونسبة 18.2% كانت تتألف من شخص يعيش بمفرده يبلغ من العمر 65 عاماً أو أكثر. وبلغ متوسط حجم الأسرة المعيشية 2.33، أما متوسط حجم العائلات فبلغ 2.89.
بلغ العمر الوسطي للسكان 41.5 عاماً. وكانت نسبة 23.5% من القاطنين تحت سن الثامنة عشر، وكانت نسبة 10.7% بين الثامنة عشر والرابعة والعشرين عاماً، ونسبة 23.5% كانت واقعةً في الفئة العمرية ما بين الخامسة والعشرين والرابعة والأربعين عاماً، ونسبة 27% كانت ما بين الخامسة والأربعين والرابعة والستين، ونسبة 15.3% كانت ضمن فئة الخامسة والستين عاماً فما فوق. يوجد لكل 100 أنثى 100.7 ذكر، ويوجد لكل 100 أنثى في الثامنة عشر من عمرها فما فوق 92.6 ذكر.
بلغ متوسط دخل الأسرة في البلدة 35,469 دولارًا، أما متوسط دخل العائلة فبلغ 51,250 دولارًا. وكان متوسط دخل الذكور 31,250 دولارًا مقابل 21,786 دولارًا للإناث. وسجل دخل الفرد الخاص بالبلدة 18,965 دولارًا. وكانت نسبة 8.5% من العائلات ونسبة 10.6% من السكان تحت خط الفقر، وكان من هؤلاء نسبة 13% تحت سن الثامنة عشر ونسبة 0% في الخامسة والستين من العمر وما فوق.

### تعداد عام 2010
بلغ عدد سكان تيهواكانا 283 نسمة بحسب تعداد عام 2010، وبلغ عدد الأسر 127 أسرة وعدد العائلات 78 عائلة مقيمة في البلدة. في حين سجلت الكثافة السكانية 68.9 نسمة لكل كيلومتر مربع (178.5/ميل2). وبلغ عدد الوحدات السكنية 151 وحدة بمتوسط كثافة قدره 36.7 لكل كيلومتر مربع (95.1/ميل2).
وتوزع التركيب العرقي للبلدة بنسبة 88.69% من البيض و8.48% من الأمريكيين الأفارقة و1.77% من الأعراق الأخرى و1.06% من عرقين مختلطين أو أكثر و5.30% من الهسبانيون أو اللاتينيون من أي عرق.
بلغ عدد الأسر 127 أسرة كانت نسبة 22.8% منها لديها أطفال تحت سن الثامنة عشر تعيش معهم، وبلغت نسبة الأزواج القاطنين مع بعضهم البعض 48% من أصل المجموع الكلي للأسر، ونسبة 10.2% من الأسر كان لديها معيلات من الإناث دون وجود شريك، بينما كانت نسبة 3.1% من الأسر لديها معيلون من الذكور دون وجود شريكة وكانت نسبة 38.6% من غير العائلات. تألفت نسبة 32.3% من أصل جميع الأسر من عدة أفراد يعيشون في نفس المنزل ونسبة 11.8% كانت تتألف من شخص يعيش بمفرده يبلغ من العمر 65 عاماً أو أكثر. وبلغ متوسط حجم الأسرة المعيشية 2.23، أما متوسط حجم العائلات فبلغ 2.82.
بلغ العمر الوسطي للسكان 45.8 عاماً. وكانت نسبة 17.7% من القاطنين تحت سن الثامنة عشر، وكانت نسبة 6.7% بين الثامنة عشر والرابعة والعشرين عاماً، ونسبة 24.7% كانت واقعةً في الفئة العمرية ما بين الخامسة والعشرين والرابعة والأربعين عاماً، ونسبة 33.6% كانت ما بين الخامسة والأربعين والرابعة والستين، ونسبة 17.3% كانت ضمن فئة الخامسة والستين عاماً فما فوق. وتوزع التركيب الجنسي للسكان بنسبة 53.4% ذكور و46.6% إناث.